# Briškovska jama
Briškovska jama, znana tudi kot Briška jama ali Jama pri Briščikih (italijansko Grotta Gigante ali Grotta di Brisciachi), je ogromna kraška jama na italijanski strani Tržaškega krasa pri (Briščikih) v Občini Zgonik, v bližini  slovensko-italijanske meje. Osrednja dvorana je visoka 107 m, široka 65 m in dolga 130 m. Od leta 1995 je vpisana v Guinnessovo knjigo rekordov. 
Upravlja jo Komisija za jame Eugenio Boegan družbe Alpina delle Giulie, ki je najstarejša skupnost speleologov na svetu. 

## Opis
Jamo, ki je stara približno 10 milijonov let, je ustvaril podzemni tok reke Timave. Temperatura in relativna vlažnost zraka v jami sta celo leto enaki in merita 11 °C oziroma 96 %. Njena prostornina je 366.000 m3. V jami je veliko velikih, tudi izjemno lepih kapnikov. Stalagmiti rastejo s hitrostjo 1 mm v 15 letih. Njihova značilnost je krožnikasta oblika, ki je posledica padanja vode z višine do 80 m in odlaganja kalcita in dolomita na veliki ploskvi. Najvišji je Ruggerov steber, ki meri približno 12 m. 
Jama ima električno razsvetljavo. Vanjo vodi približno 500 stopnic. Voden obisk traja malo manj kot eno uro. 
Velika višina in stalna temperatura sta spodbudili namestitev dveh geodetskih nihal, dolgih približno 100 m, ki sta zaščiteni s plastičnima cevema, in merita tudi zelo majhne tektonske premike. Nihali sta največji na svetu. Poleg njiju so v jami nameščeni tudi drugi znanstveni instrumenti, med njimi seizmometer, seizmograf, klinometer in instrument za merjenje vsebnosti radioaktivnega radona. Vsi instrumenti so povezani z Univerzo v Trstu. 

## Zgodovina
Jamo je prvi raziskoval Antonio Federico Lindner leta 1840. V tistem času so na Tržaškem Krasu intenzivno iskali podzemni tok reke Timave, zaradi oskrbe Trsta z vodo. Jamo je v celoti raziskal in kartografiral Andrea Perko leta 1897. Leta 1905 jo je Club Touristi Triestini začel opremljati za turistične obiske in jo leta 1908 svečano odprl. Po prvi svetovni vojni je prešla v upravljanje italijanske planinske zveze Club Alpino Italiano s sedežem v Milanu. 
Turizem se je zares začel šele leta 1957, ko je acetilensko razsvetljavo zaradi prevelikega onesnaževanja s sajami zamenjala električna razsvetljava.
Občina Zgonik se je opredelila za uradno ime Briška jama, a se domačini trudijo za povrnitev pravega imena Briškovska jama. Pravilni pridevnik je raziskoval tudi Pavle Merkù.

## Muzej
Ob jami je jamarski muzej, v katerem so razstavljene različne speleološke, geološke in paleontološke najdbe iz jame in njene okolice. 

## Sklic
1. ↑  Informacije o Briškovski jami Arhivirano 2012-07-22 na Wayback Machine. (italijansko)
2. ↑  Andreja Kalc |. »Uporaba pridevnika briškovski oz. briški«. www.primorski.eu. Pridobljeno 30. maja 2020.